# Рота, Баттиста
Баттиста Рота (итал. Battista Rota; 18 июля 1932, Бергамо — 10 июля 2018) — итальянский футболист и футбольный тренер. Играл на позиции защитника.
Выступал за клубы «Аталанта», «Болонья» и СПАЛ, а также олимпийскую сборную Италии.

## Клубная карьера
Родился 18 июля 1932 года в городе Бергамо. Воспитанник футбольной школы клуба «Аталанта». Взрослую футбольную карьеру начал в 1950 году в основной команде того же клуба, в которой провел четыре сезона, приняв участие в 86 матчах чемпионата. Большинство времени, проведенного в составе «Аталанты», был основным игроком защиты команды.
Своей игрой за эту команду привлек внимание представителей тренерского штаба клуба «Болонья», к составу которого присоединился в 1954 году в обмен на Джованни Каттоццо. Отыграл за болонскую команду следующие шесть сезонов своей игровой карьеры. Играя в составе «Болоньи», также был в основном составе команды.
В течение сезона 1960/61 годов защищал цвета клуба СПАЛ.
Завершил профессиональную игровую карьеру в родной «Аталанте», в составе которой и начинал свою карьеру. Рота пришёл в команду в 1961 году, защищал её цвета до прекращения выступлений на профессиональном уровне в 1964 году. За это время завоевал титул обладателя Кубка Италии (1963).

## Выступления за сборную
В 1952 году в составе олимпийской сборной Италии провел 2 матча во время Олимпийских игр в Хельсинки.

## Карьера тренера
Начал тренерскую карьеру вскоре после завершения карьеры игрока, в 1966 году, возглавив тренерский штаб клуба «Сереньо».
В том же году вернулся в родной клуб и стал тренировать молодёжную команду «Аталанты». На последние восемь туров сезона 1969/70 был назначен главным тренером основной команды «Аталанты» после увольнения предыдущего наставника Ренато Гейя и смог спасти команду от вылета в Серию С.
С начала следующего сезона возглавлял «Кремонезе», с которой в первом же сезоне выиграл свою группу в Серии D и вышел в Серию С, где тренировал команду ещё на протяжении 5 сезонов.
В 1976 году Рота снова стал главным тренером «Аталанты» и в первом же сезоне вывел клуб в Серию А, где провел два сезона, после чего клуб вылетел и Рота ещё один сезон тренировал команду в Серии Б.
В 1980—1982 годах тренировал СПАЛ с Серии Б, после чего стал тренером «Модены» из Серии С1, где проработал ещё один сезон.
В 1983 году возглавил «Пьяченцу» из Серии С2 и проработал там пять следующих сезонов, выйдя за это время в Серию С1 (1984). После чего дважды занимал с командой третье место, а с третьей попытки повысился до Серии B (1987), после чего впервые в истории «Пьяченцы» смог спасти команду от вылета из второго по уровню дивизиона Италии.
В дальнейшем возглавлял команды «Виченца», «Палаццоло» (с которым выиграл Серию C2 в сезоне 1990/91), «Пергокрему» и «Лекко».

## Достижения
«Аталанта»
- Обладатель Кубка Италии (1): 1962/63